# Buccinanops cochlidium
Buccinanops cochlidium (Dillwyn, 1817) es una especie de gastrópodo marino perteneciente a la familia Buccinanopsidae. Es muy común al norte de la Patagonia y se extiende desde Río de Janeiro en Brasil, hasta Golfo Nuevo en Chubut, Argentina.

## Descripción
La concha de B. cochlidium alcanza un tamaño de hasta 11 centímetros, pesa hasta 100 gramos y es la especie más grande del género, y de las más grandes dentro de la familia Nassariidae. Presenta también un leve dimorfismo sexual dado por el tamaño máximo que alcanzan los machos, que es menor al de las hembras.

### Pérdida de los ojos
Al igual que en todas las especies del género, B. cochlidium no presenta ojos en estadio adulto. Sin embargo, estos sí pueden reconocerse en estadios embrionarios, distribuidos en los tentáculos cefálicos. Esta pérdida puede que esté relacionada con el hábito de enterramiento, ya que para las profundidades en las que vive, las aguas están bien iluminadas.

### Alimentación
Suele alimentarse de carroña, aunque también pueden depredar presas vivas. Los juveniles suelen permanecer cerca de los adultos para alimentarse de los restos dejados por ellos.

## Reproducción
Esta especie muestra un prolongado periodo reproductivo y una alta fecundidad. El acto de apareamiento consiste en que el macho rodea al caparazón de la hembra con su pie, juntando ambas conchillas en la misma dirección para luego introducir su pene en la cavidad del manto de la hembra hasta llegar a su vagina.

## Uso comercial
Es actualmente aprovechado como recurso pesquero en el norte de la Patagonia. La pesca se da en el Golfo San José; es explotado localmente y no a una escala comercial mayor. Debido a su tamaño, representa una alternativa pesquera para los caracoles que se comercializan en Argentina.

## Hábitat
Habita en aguas templadas del submareal, en suelos arenosos blandos de entre 5 y 20 metros de profundidad.